# Minecraft, le film
Pour les articles homonymes, voir Minecraft.
Pour plus de détails, voir Fiche technique et Distribution.
Minecraft, le film ou Un film Minecraft (en anglais : A Minecraft Movie) est un film américano-suédo-britannique réalisé par Jared Hess et sorti le 2 avril 2025. Il s'agit d'une adaptation du jeu vidéo éponyme créé par Markus Persson et développé par Mojang Studios.

## Synopsis

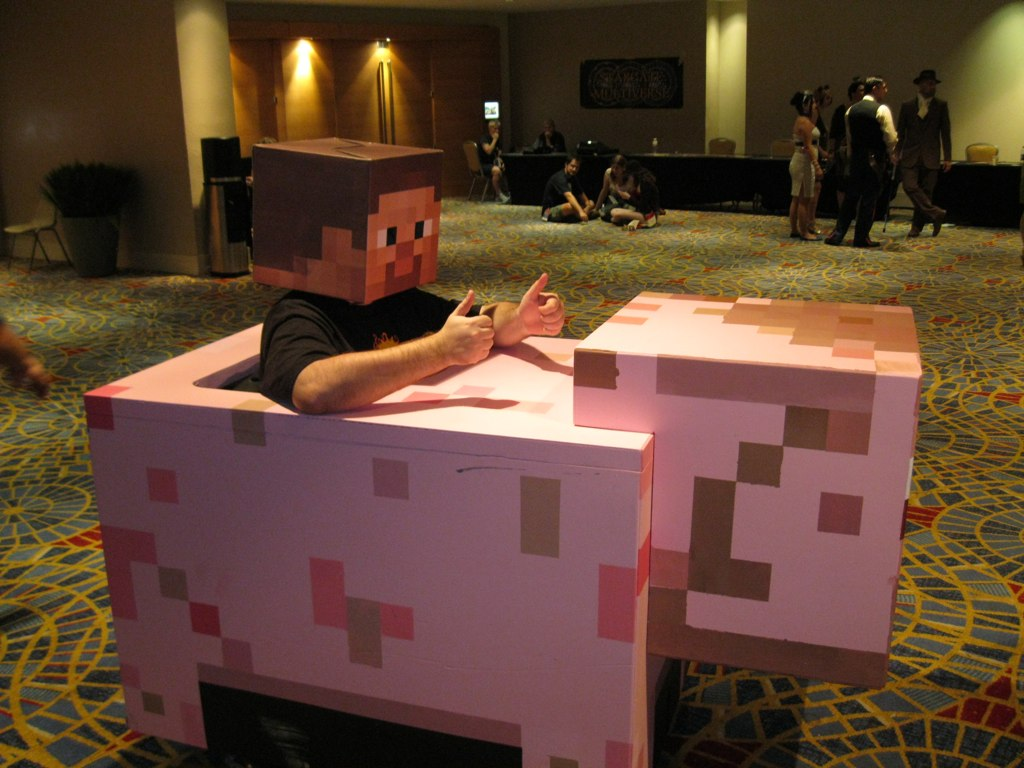
Les quatre protagonistes du film sont aidés par Steve (photo), interprété par Jack Black, dans leur aventure.

Quatre aventuriers — Garrett, Henry, Natalie et Dawn — sont téléportés à l'intérieur du monde cubique de Minecraft à La Surface. Avec l'aide de Steve, un vétéran de ce monde, ils devront maîtriser les mécanismes de Minecraft pour pouvoir rentrer chez eux et terrasser les éventuelles monstres qu'ils croiseront sur leur route.

## Fiche technique
Sauf indication contraire, les informations mentionnées dans cette section peuvent être confirmées par la base de données cinématographiques IMDb,  présente dans la section « Liens externes ».
- Titre original : A Minecraft Movie
- Titre français : Minecraft, le film
- Titre québécois : Un film Minecraft
- Réalisation : Jared Hess
- Scénario : Chris Bowman et Hubbel Palmer, d'après le jeu vidéo Minecraft créé par Markus Persson
- Musique : Mark Mothersbaugh
- Décors : Grant Major
- Costumes : Lucy McLay et Amanda Neale
- Photographie : Enrique Chediak
- Montage : James Thomas
- Production : Jon Berg, Vu Bui, Roy Lee, Jill Sobel Messick, Jason Momoa, Mary Parent et Torfi Frans Ólafsson
- Production déléguée : Cale Boyter, Todd Hallowell, Brian Mendoza, Jon Spaihts, Kayleen Walters et Lydia Winters
- Sociétés de production : Legendary Pictures, Mojang Studios, Vertigo Entertainment, Domain Entertainment et On the Roam
- Société de distribution : Warner Bros. Pictures (États-Unis, France)
- Budget : 150 000 000 $[2]
- Pays de production :  États-Unis,  Suède et  Royaume-Uni
- Langue originale : anglais
- Format : couleur — 1,85:1 — son DTS / Dolby Digital / SDDS / Dolby Atmos
- Genre : aventures
- Dates de sortie[3] :
  - Belgique, France : 2 avril 2025[4]
  - États-Unis, Canada : 4 avril 2025

## Distribution

### Acteurs
- Jack Black (VF : Christophe Lemoine ; VQ : François L’Écuyer) : Steve
- Jason Momoa (VF : Xavier Fagnon ; VQ : Louis-Philippe Dandenault) : Garett Garrison
- Danielle Brooks (VF : Corinne Wellong (dialogues) ; Beehan (chant) ; VQ : Florence Blain Mbaye) : Dawn
- Sebastian Hansen (VF : Tom Trouffier ; VQ : Noé Rouillard) : Henry
- Emma Myers (VF : Lisa Caruso ; VQ : Estelle Fournier) : Natalie
- Jennifer Coolidge (VF : Martine Irzenski ; VQ : Viviane Pacal) : Marlene, la principale adjointe
- Jemaine Clement (VF : Serge Biavan ; VQ : Patrick Chouinard) : Daryl
- Jens Bergensten : un serveur (caméo)

### Voix
- Rachel House (VF : Laura Felpin ; VQ : Chantal Baril) : Malgosha[5]
- Jared Hess (VF : Gauthier Battoue ; VQ : Nicholas Savard-L'Herbier) : le général Chungus
- Jemaine Clement : Bruce
- Kate McKinnon : Alex
- Matt Berry (VQ : Martin Watier) : le villageois en tenue verte

 Source et légende : version française (VF) sur RS Doublage

## Production

### Genèse et développement
En 2012, Mojang Studios reçoit plusieurs offres de producteurs américains voulant produire une adaptation télévisée de Minecraft. Mojang déclare alors qu'ils ne s'engageraient dans de tels projets que lorsque « la bonne idée se présenterait ». En février 2014, des fans du jeu veulent produire un fanfilm via un financement participatif sur Kickstarter. Cependant, le créateur du jeu Markus Persson a refusé de laisser les cinéastes utiliser la licence, la raison invoquée étant que le Kickstarter a été créé avant qu'un accord avec Mojang ne soit conclu,. Peu après, Markus Persson révèle que des contacts ont été établis avec Warner Bros. pour un film officiel, qui serait produit par Roy Lee et Jill Messick (en),.
En octobre 2014, Vu Bui — directeur de l'exploitation de Mojang — déclare que le film en était « à ses débuts de développement » et ajoute qu'il sera une production à gros budget. Il précise qu'il ne devrait pas sortir avant 2018,. Peu après, Warner Bros. engage Shawn Levy comme réalisateur. Cependant, en décembre suivant, il est annoncé que le cinéaste, ainsi que les scénaristes Kieran Mulroney et Michele Mulroney, ont quitté le projet.
En juillet 2015, le studio engage le réalisateur Rob McElhenney. La production démarre alors en 2016 et une date de sortie est alors fixée pour le 24 mai 2019. Jason Fuchs est annoncé à l'écriture du script. Steve Carell est ensuite annoncé pour prêter sa voix à un personnage. Alors que le projet stagne, Rob McElhenney abandonne finalement Minecraft en août 2018. Les frères Aaron et Adam Nee sont ensuite engagés pour réécrire le script, ce qui repousse à nouveau la sortie, alors qu'aucun réalisateur n'est alors lié au film.
En janvier 2019, Peter Sollett est annoncé pour retravailler le script et pour réaliser le film. Il est précisé qu'il va partir dans une tout autre direction que le précédent projet de Rob McElhenney. Il est par ailleurs précisé que Jill Messick (en), décédée en 2018, sera créditée de manière posthume. En avril 2019, Warner Bros. annonce une sortie américaine pour le 4 mars 2022. En juin 2019, Allison Schroeder est également engagée pour coécrire le script avec Peter Sollett.
En octobre 2020, la pandémie de Covid-19 incite Warner Bros. à ajuster son calendrier de sorties, en retirant notamment Minecraft.
Peter Sollett réalise alors un autre film, Metal Lords, qui sort en avril 2022. Le même mois, il est annoncé que la production du film Minecraft avance sans Peter Sollett ni Allison Schroeder, mais désormais avec Jared Hess comme réalisateur. Jason Momoa est également en pourparlers pour l'un des rôles principaux. Il est également confirmé que le film sera en prise de vues réelles. Il est précisé que le script est écrit par Chris Bowman et Hubbel Palmer,.

### Attribution des rôles
En mai 2023, Matt Berry est annoncé en négociations pour un rôle. En novembre 2023, Danielle Brooks et Sebastian Eugene Hansen rejoignent le film. En décembre 2023, Emma Myers est également annoncée.
En janvier 2024, Jack Black officialise sa participation au film. Jennifer Coolidge, Kate McKinnon ou encore Jemaine Clement sont également confirmés,.

### Tournage
Le tournage devait initialement débuter le 7 août 2023 en Nouvelle-Zélande, avant d'être repoussé en raison de la grève SAG-AFTRA 2023. Après la fin du conflit en novembre 2023, il est annoncé que les prises de vues débuteront courant 2024. Le tournage débute donc en janvier 2024. Il se déroule notamment à Auckland en Nouvelle-Zélande, ainsi qu'au Canada (Calgary, Vancouver, Montréal).

### Bande originale
Les parties instrumentales de la bande originale sont réalisées par le compositeur Mark Mothersbaugh, et plusieurs morceaux sont produits pour le film. Parmi eux figurent la chanson principale, I Feel Alive de Mark Ronson et Andre Wyatt, interprété par Jack Black, mais aussi Zero to Hero de Bret McKenzie, interprété par BENEE, et Change Song de Dayglow.

## Sortie et accueil

### Dates et sortie en salles
La sortie du film a été plusieurs fois reportée en raison des retards pris par la production, ou encore de la pandémie de Covid-19 et de la grève SAG-AFTRA 2023. Minecraft devait initialement sortir le 24 mai 2019, puis le 4 mars 2022. En octobre 2020, Warner Bros. retire le film de son planning de sorties pour éviter de concurrencer The Batman, mais aussi à cause de la pandémie de Covid-19. La sortie américaine est alors fixée au 4 avril 2025,.
Le 19 juillet 2024, les premières images de Jack Black en Steve ainsi que les créatures du film fuitent sur Internet. Les réactions des fans et joueurs sont alors plutôt mitigées et moqueuses.
D'après Mojang Studios, le film Minecraft a, au lendemain de la sortie du film, fait augmenter le nombre de joueurs de 9 % par rapport à la semaine précédente. Le 6 avril 2025, il y a une augmentation de 17 %, la semaine suivante 14 %. Notamment avec la sortie de contenu téléchargeable additionnel Minecraft movie, le nombre de joueurs actifs augmente de 25 % par rapport à la semaine précédente ; le film fait également augmenter l'achat de la version Minecraft de la Nintendo Switch de 25 %. Au total, sont comptabilisés 51 millions de joueurs supplémentaires[source insuffisante].
Dans plusieurs cinémas, de multiples incivilités ont lieu (jets de pop-corn, cris, etc.) ce qui provoque l'évacuation de la salle par la police. Certaines de ces incivilités sont filmées, puis postées sur le réseau social TikTok, où elles deviennent rapidement virales.

### Critique
Le film est largement critiqué dans la presse, notamment pour les effets spéciaux, les effets de fond-vert qui sont jugés ratés[réf. nécessaire]. Sur le site Rotten Tomatoes, il obtient 48 % sur 171 critiques (82 fresh et 89 rotten, note de 5 sur 10) et 84 % pour l'audience (note de 4,3 sur 5).
En France, le film est étrillé : une note moyenne de 2/5 pour le public, et 1,5/5 pour la presse.
Les réactions du public au film ont été plus positives que celles des critiques.

### Box-office
| Pays ou région        | Box-office        | Date d'arrêt du box-office | Nombre de semaines |
| --------------------- | ----------------- | -------------------------- | ------------------ |
| France                | 2 613 913 entrées | 9 juillet 2025             | en cours           |
| États-Unis            | 423 949 195 $     | 9 juillet 2025             | en cours           |
| Total hors États-Unis | 531 200 000 $     | 9 juillet 2025             | en cours           |
| Total mondial         | 955 149 195 $     | 9 juillet 2025             | en cours           |